# Álvaro Tarcicio
Álvaro Tarcicio (Guadalajara, 2 de diciembre de 1934-Ciudad de México, 9 de diciembre de 1999) fue un actor mexicano que incursionó en teatro, cine, radio, televisión, y doblaje. Fue conocido por ser la voz de Skeletor en la serie animada He-Man y los Amos del Universo y sus películas; la voz de Popeye en Popeye el Marino; la voz de Igor en El Conde Pátula; y la primera voz de J. Jonah Jameson en El Hombre Araña. Falleció a la edad de 65 años, debido a una enfermedad del corazón. Sus restos descansan en el panteón "Mausoleos del Ángel".

## Filmografía

### Doblaje

#### Películas
Bubba Smith
- Locademia de policía 6 (1989) - Sgto. Moses Hightower
- Locademia de policía 5 (1988) - Sgto. Moses Hightower
- Locademia de policía 4 (1987) - Sgto. Moses Hightower
- Locademia de policía 3 (1986) - Sgto. Moses Hightower

Frank Oz
- Los Muppets toman Manhattan (1984) - El oso Figaredo
- Los Muppets van a Hollywood (1979) - El oso Figaredo

Joe Seneca
- La mancha voraz (1988) - Dr. Meddows
- Encrucijada (1986) - Willie Brown

Louis Gossett, Jr.
- Águilas de acero 4 (1995) - Charles Chappy Sinclair
- Águilas de acero 3 (1992) - Charles Chappy Sinclair
- El castigador(1989) - Jake Berkowitz
- Águilas de acero 2 (1988) - Charles Chappy Sinclair

Pat E. Johnson
- Karate Kid III (1989) - Árbitro
- Operación Dragón (1973) - Mafioso

Pat Hingle
- Batman (1989) - Comisionado Gordon
- Impacto Fulminante (1983) - Jefe Jannings
- La marca de la horca (1968) - Juez Fenton

Robert Prosky
- Dudley de la montaña (1999) - Inspector Fenwick
- Milagro en la calle 34 (1994) - Juez Henry Harper
- Christine (1983) - Will Darnell

Steven Hill
- Sin salida (1993) - F. Denton Voyles
- Billy Bathgate (1991) - Otto Berman

Otros papeles
- El arca de Noé (1999) - Noé / Dios (Jon Voight)
- Niño invisible (1999) - Psicólogo
- Rescate explosivo (1999) - Cnel. Jacques Telore (Igor De Savitch)
- Stuart Little: Un ratón en la familia (1999) Edgar (Jeffrey Jones)
- Assignment Berlin (1998) - Cliff Garret (Cliff Robertson)
- Enemigo público (1998) - Congresista Phil Hammersley (Jason Robards)
- Mafia (1998) - Frankie Totino - (Philip Suriano)
- Una loca en la corte del Rey Arturo (1998) - Merlín (Ian Richardson)
- Leyenda de la tumba perdida (1997) - Dr. Gamael (Youseff Daoud)
- Una Novia Para Papa (1997) - Voces Adicionales
- La prisión de los secretos (1997) - Voces adicionales
- Lo que el sordo oye (1997) - Archibald Thacker (James Earl Jones)
- Cascabel (1996) - Dr. Remsen - (Ian Abercrombie)
- Código: Flecha Rota (1996) - General Creely (Daniel von Bargen)
- Ellen Hart (1996) - Doctor - (Richard Jury)
- El departamento de Joe (1996) - Sr. Smith (David Huddleston)
- Reacción en cadena (1996) - Policía
- Tornado (Película) (1996) - Ephram Thorne (L.Q. Jones)
- Un día muy especial (1996) - Alcalde (Sidney Armus)
- Power Rangers: la película (1995) - Ivan Ooze (Paul Freeman)
- Nixon (1995) - Johnny Mitchell (E.G. Marshall)
- Plegaria de una madre (1995) - Sr. Walker (Bruce Dern)
- Ricitos de oro (1995) - Tobías Wordington (Paxton Whitehead)
- ¡Cuidado! Bebé suelto (1994) - Anciano (Eddie Bracken)
- Mentiras verdaderas (1994) - Spencer Trilby (Charlton Heston) (Redoblaje)
- Money for Nothing (1993) - Lindey (Sam Coppola)
- Sol naciente (1993) - Yoshida-san (Mako)
- En el nombre del padre (1993) - Giuseppe Conlon (Pete Postlethwaite)
- Super Mario Bros. (1993) - Rey Koopa (Dennis Hopper)
- El último día de clases (1993) - Anciano / Policía
- Un día de furia (1993) - Detective Prendergast (Robert Duvall)
- Alerta máxima (1992) - Capitán Adams (Patrick O'Neal) / Tom Breaker (Nick Mancuso) (Doblaje original)
- Los imperdonables (1992) - Ned Logan (Morgan Freeman)
- Pasajero 57 (1992) - Piloto de Helicóptero
- Doc Hollywood (1991) - Juez Evans (Roberts Blossom)
- Él dijo, ella dijo (1991) - Sr. Spepk (Phil Leeds)
- The Perfect Tribute (1991) - Abraham Lincoln (Jason Robards)
- Un beso antes de morir (1991) - Thor Carlsson - (Max von Sydow)
- Ghost: La sombra del amor (1990) - Fantasma en quirófano (Phil Leeds), Orlando (Augie Blunt), Guardia de seguridad (Tom Finnegan), Empleado de la mudanza, Señor que es tropezado por Willie
- El encuentro con los Applegates (1990) - Maestro (Les Podewell)
- Encantado Señor Destino (1990) - Harry Burrows (Pat Corley)
- Un diablillo en el paraíso (1990) - Juez (Arthur Brauss) / Billy Sparrow (William Hickey)
- Arma mortal 2 (1989) - Arjen Rudd (Joss Ackland) (Doblaje original)
- Día Uno (1989) - Prof. Leo Szilard (Michael Tucker)
- Furia ciega (1989) - Slag (Randall 'Tex' Cobb)
- Lluvia negra (1989) - Masahiro Matsumoto (Ken Takakura)
- Kill Me Again (1989) - Casero
- Tango & Cash (1989) - Juez McCormick (David Byrd) (Doblaje original)
- Action Jackson (1988) - Oliver O'Rooney (Francis X. McCarthy)
- Cocodrilo Dundee II (1988) - Leroy Brown (Charles S. Dutton)
- Critters 2 (1988) - Quigley (Douglas Rowe)
- Búsqueda Frenética (1988) - Inspector (Yves Rénier)
- La última carcajada (1988) - John Krytsick (John Goodman)
- Ernest salva la Navidad (1988) - Sr. en parada de autobús
- Un llanto en la oscuridad (1988) - Juez (Bob Baines)
- Arma mortal (1987) - General Peter McAllister (Mitchell Ryan)
- El vencedor (1987) - Jason Cutler (Robert Loggia)
- Ernest va al campo (1987) - Sherman Krader (John Vernon)
- Pesadilla en la calle del infierno 3: Los guerreros del sueño - Max (Laurence Fishburne) (1987)
- Evil Dead II (1987) - Profesor Raymond Knowby (John Peakes)
- Over the Top (1987) - Jason Cutler (Robert Loggia)
- Superman IV (1987) - Sr. Warfield (Sam Wanamaker)
- Armed & Dangerous (1986) - Lou Brackman (James Tolkan)
- F/X: Efectos especiales (1986) - Capitán Jake Wallenger (Roscoe Orman)
- Águilas de acero (1986) - Coronel Akesh (David Suchet)
- Fuerza Delta (1986) - Ben Kaplan (Martin Balsam)
- Hannah y sus hermanas (1986) - Frederick (Max von Sydow)
- Highlander: El Inmortal (1986) - Voces adicionales
- Karate Kid II (1986) - Sato (Danny Kamekona)
- Laberinto (1986) - Hoggle (Brian Henson)
- La ley de Murphy (1986) - Cameron (Lawrence Tierney)
- Perfección (1985) - Harry Peckerman (Murphy Donne)
- Código de silencio (1985) - Capitán Kates (Bert Remsen)
- El tren de la muerte: La huida (1985) - Periodista
- Invasión a los Estados Unidos (1985) - Hombre enfermo en el bote (Ruben Rabasa)
- My Lucky Star (1985) - Rawhide (Shui-Fan Fung)
- Ninja Americano (1985) - Sgto. Rinaldo (John LaMotta)
- Noche de terror (1985) - Peter Vincent (Roddy McDowall)
- Contra todo riesgo (1984) - Entrenador asistente Stassen (Bill McKinney)
- En un lugar del corazón (1984) - Voz en radio, voz en fonógrafo No. 2
- Locademia de policía (1984) - Comandante Lazzard (George Gaynes)
- El mejor (1984) - Pop Fischer (Wilford Brimley)
- Blue Thunder (1983) - Coronel F.E. Cochran (Malcolm McDowell)
- Krull (1983) - Ynyr (Freddie Jones)
- Impacto Fulminante (1983) - Threlkis (Michael V. Gazzo)
- Otto es un rinoceronte (1983) - Otto (Zero Mostel)
- Anita, la huerfanita (1982) - Oliver Warbucks (Albert Finney)
- Firefox (1982) - Capitán Seerbacker (Michael Currie)
- Gandhi (1982) - Mohammed Al Jinnah (Alyque Padamsee)
- Atmósfera cero (1981) - Marshall William T. O'Niel (Sean Connery)
- Las profecias de Nostradamus (1981) - Michel de Nostradamus (Richard Butler)
- Príncipe de la ciudad (1981) - Charles Deluth (Peter Michael Goetz)
- Quien encuentra un amigo, encuentra un tesoro (1981) - Kamazuka (Jhon Fujioka) / Narración
- Reds (1981) - Dr. Lorber (Gerald Hiken) / Doctor / Anciano testigo
- Toro salvaje (1980) - Tommy Como (Nicholas Colasanto)
- La laguna azul (1980) - Arthur (William Daniels)
- Escape de Alcatraz (1979) - English (Paul Benjamin)
- Damien: La profecía II (1978) - Michael (Ian Hendry)
- Tiburón 2 (1978) - Larry Vaughn (Murray Hamilton)
- Angustias del Dr. Mel Brooks (1977) - Profesor Lilloman (Howard Morris)
- Los últimos hombres rudos (1976) - Voces adicionales
- El hombre que sería rey (1975) - Rudyard Kipling (Christopher Plummer)
- El peleador callejero (1975) - Doty (Bruce Glover)
- 007: Los diamantes son eternos (1971) - Crupier (E.J. 'Tex' Young)
- Las grabaciones de Anderson (1971) - Juez (Reid Cruickshanks)
- Marineros sin brújula (1970) - Charlie (Mickey Shaughnessy)
- M*A*S*H (1970) - Doctor Oliver "Jabalina" Jones (Fred Williamson)
- El planeta de los simios (1968) - Dodge (Jeff Burton)
- Los adorables monstruos (1966) - Marinero (Jack Dodson)
- El tercer secreto (1964) - Voces adicionales
- Mary Poppins (1964) - Sr. Dawes Jr. (Arthur Malet)
- El mundo está loco, loco, loco (1963) - Coronel Wilberforce (Paul Ford)
- El pozo y el péndulo (1961) - Maximilian (Patrick Westwood)
- Sissi emperatriz (1956) - Dr. Max Falk (Iván Petrovich)
- 20,000 leguas de viaje submarino (1954) - Billy (J.M. Kerrigan)
- Brindis de amor (1953) - Productor (Don Beddoe)
- Un cuento de navidad (1951) - Jacob Marley (Michael Hordern)
- Marineros de agua dulce (1940) - Nick Grainger (Richard Cramer)

#### Telefilms
- Dimensión desconocida: Los clásicos perdidos de Rod Serling (1994) - James Earl Jones
- Jekyll & Hyde (1990) - Sargento (Michael Stainton)
- La muerte del Hombre Increíble (1990) - Dr. Ronald Pratt (Philip Sterling)
- El Regreso del Hombre Increíble (1988) - Jack McGee (Jack Colvin)

#### Películas animadas
- Asterix en Astérix el Galo (1967)
- Draco en Nicolás, el niño que se convirtió en Santa
- Hechicero en Aladino y la lámpara maravillosa (1993)
- Jacob Marley en Cuento de Navidad (1982)
- Jefe Duende en Fantasía en el parque central
- Jenner en El secreto de NIMH: La ratoncita valiente (doblaje 1982)
- José el Carpintero / Olaf en Nestor, el burrito de largas orejas
- Narrador / Presentación inicial en Heavy Metal (1981)
- Padre Invierno (Paul Frees) en Juanito Escarcha
- Papá Duende en El tesoro de los duendes
- Popeye en Popeye el marino
- Recolector de limosnas/Abarrotero - Un cuento de Navidad (1969)
- Skeletor - He-Man y She-Ra: Especial Navideño
- Starlite en Rainbow Brite y el ladrón de estrellas (1985)
- Su Santidad el Papa en Francisco, el caballero de Asís
- Voz adicional 2 en Policías y ratones
- Zorro en La Navidad de Pinocho

#### Series de televisión
- El show de los muppets - El oso Figaredo / Sam El Águila (Version original)
- El crucero del amor - Isaac Washington (Ted Lange)
- La Isla de la Fantasía - Voces adicionales
- El Hombre Increíble - Jack Mcgee (Episodio piloto, temporadas 2 y 3, 1978-1980, 5.ª temporada 1981) y personajes varios
- El precio del deber - Sargento Phil Esterhaus (Michael Conrad)
- Camino al cielo - Mark Gordon (Victor French)
- Los Magníficos - Voces adicionales
- MacGyver - Peter Thornton (Dana Elcar)
- ALF - Asistente del presidente (un episodio)
- Anno Domini - Pedro
- La familia Ingalls - Dr. Hiram Baker (Kevin Hagen; 2.ª voz) / Harve Miller (James Cromwell) / Voces adicionales
- Me lo contaron en Japón -Tío Gosuke ( El retrato de la esposa)
- Sledge Hammer! - Voces adicionales
- Jake y el gordo - Fiscal de distrito Jason "El Gordo" McCabe (William Conrad)
- Shaka Zulú - Lord Shamps
- La niñera - Irving Koenig (Louis Guss) (un episodio) / Santa Claus
- Flash - Dr. Desmond Powell / Sombra Nocturna (un episodio)
- Solo para los Records - Forrest Ackerman
- Buck Rogers en el siglo 25 - Personajes varios
- Moisés - Moisés (Burt Lancaster)
- Misterios sin resolver - Voces adicionales
- El día que Cristo murió - Caifás
- Blanco y negro - Voces diversas
- El comisario Lobo - Alguacil Perkins -Mills Watson
- Hombres de Blanco - Trampero (Pernell Roberts)
- ¡Es increíble! - Fran Tarkenton
- Archie Bunker's Place - Harry Snowden (Jason Wingreen)
- Academia de modelos - Léopold M'Boko (Eric Blanc)
- Después de los 30 - Elliot Weston (Timothy Busfield)

#### Miniseries
- La odisea - Poseidón (Miles Anderson)

#### Series animadas
- General Prescott en Los Cuatro Fantásticos
- Skeletor y Cringer en He-Man
- Príncipe Adam (He-Man)/Swiftwind/Light Hope en She-Ra (1 episodio)
- Starlite en Rainbow Brite
- Sr. Shumway en Alf, la serie animada
- Juggernaut/Apocalipsis / Mojo en X-Men (serie animada)
- J.J. Jameson en El Hombre Araña (serie animada) (primera voz)
- Gordo y enano nariz roja en Érase una vez el hombre
- Gobernador Wentworth en Los Snorkels
- Tigreton, TigreHalcon (TigerHawk) y Cicadacon (concejo Tripodico/Tripedacus) en Beast Wars
- Popeye en Popeye el marino
- Voces adicionales en El show de Scooby-Doo
- Alcalde Tilton en La Máscara
- Mesmeron en Pac-man
- Igor en Conde Pátula
- Abuelo Meñique en La familia Meñique
- Lothario en Defensores de la Tierra
- Jefe Chirpa en Ewoks (Doblaje Original)
- Gus (Padre De Kissyfur) en Kissyfur
- Asterix en Asterix y Obelix
- Dr. Frankenstein en Alvin y las ardillas conocen a Frankenstein
- Wilbur Cobb en Ren y Stimpy
- Rufo en Daniel el travieso (serie animada)
- Sr. Carter (un cap.) / Fantasmas en Fantasma de las Navidades Presentes demonios y demás voces adicionales en Los verdaderos cazafantasmas
- Bola de cebo, Sir Trancelot y Cazador en Los cazafantasmas (producida por Filmation)
- Gorilón y Hot Dog en Archie y sus amigos
- Narrador en Clementine
- Voces adicionales en Los osos Berenstain
- Henry Warnimont (George Gaynes) en Punky Brewster (serie animada)
- O.M.N.S.S (Peter Renaday) en Las Tortugas Ninja
- Pupp Daddy (un cap.) en ¡Oye Arnold!
- Campesino en Fuego Salvaje
- Louis (Richard Gautier) en Fóforo
- Mago en La leyenda de Zelda

#### Los Simpson
- Capitán Horatio McCallister (algunos capítulos)
- Maggie en Especial de Halloween IX
- Superintendente Chalmers (algunos capítulos)
- Kirk Van Houten (algunos capítulos)
- Doctor Coloso
- Profesor de la Universidad
- Vendedor de la Tienda de Mascotas (un episodio)

#### Anime
- Viejo Cezal / Voces adicionales - Belle y Sebastian
- Voces adicionales - Las aventuras de Gigi
- Danbei - Las aventuras de Duke Fleed
- Capitán Global/Lunk/varios personajes - Robotech (doblaje original)
- Computor y Dr. Mente Brillante (algunos episodios) - Fuerza G: Guardianes del espacio
- El Diablo - El duende mágico
- Capitán James Garfio/Nana (1.os, dos caps.)/Insertos (Resto) - Las aventuras de Peter Pan
- Gran Sabio - Sandy y sus koalas
- Loto Rojo - Perdidos en el universo
- Dogos, Pontos, Pon y padre de D'Artacan (solo un episodio) - D'Artacan y los 3 Mosqueperros
- Sacerdote y Hippie - Pokémon
- Doctor Zero - Capitán Harlock
- Bartender - Galaxy Express 999
- Biscus - Lala Bell
- Rey Pica-Pica VIII/Geronimo/Dr. Kilger (un cap.)/Voces adicionales/Presentación e insertos - Honey Honey
- Voces adicionales - Ranma ½
- Profesor de Flone en La familia Robinson

#### Telenovelas brasileñas
Ary Coslov
- Geraldo en La esclava Isaura (1976)
- Munhoz en La Sucesora (1978-1979)

Milton Moraes
- Jofre en Dancin' Days (1978-1979)
- Joaquin en Cabocla (1979)

#### Dirección de doblaje
- Katts y su perro (Audiomaster 3000)
- Susie Q

### Cine
- El tráiler asesino (1986)
- La dinastía de Drácula (1980)

### Teatro
- Juez Brack en Hedda Gabler
- Teraménes en Fedra
- Escabartzu en El Dedal Mágico

### Anuncios para TV
- Spots de la serie Luisa y Clark: Las nuevas aventuras de Superman en Canal 5, Televisa (1995)
- Spots de la serie Viajeros en el tiempo en Canal 5, Televisa (1995)